# Eumerus dolichocerus
Eumerus dolichocerus är en tvåvingeart som beskrevs av Speiser 1915. Eumerus dolichocerus ingår i släktet månblomflugor, och familjen blomflugor. Inga underarter finns listade i Catalogue of Life.